# HD 233
HD 233 — звезда, которая находится в созвездии Кита на расстоянии около 280 световых лет от нас.

## Характеристики
HD 233 — звезда 8,680 величины, не видимая невооружённым глазом. Впервые в астрономической литературе она упоминается в каталоге Генри Дрейпера, изданном в начале XX века. Это жёлто-белый карлик, имеющий массу, равную 1,04 массы Солнца. Возраст звезды оценивается приблизительно в 5,2 миллиардов лет. Планет в данной системе пока обнаружено не было.